# 淵邊善彦
淵邊 善彦（ふちべ よしひこ）は日本の弁護士。第一東京弁護士会所属。ベンチャーラボ法律事務所代表。

## 人物
ベンチャー・スタートアップ支援、M&A，国際取引、一般企業法務を主な専門分野とする。
日弁連外国弁護士及び国際法律業務委員会委員、日弁連中小企業の国際業務の法的支援に関するワーキンググループ座長、日弁連法律サービス展開本部委員、日弁連国際活動・国際戦略に関する協議会委員、ヘルスケアAIoTコンソーシアム理事、日本CLO協会理事、アジア経営者連合会会員、一般社団法人日本パートナーCFO協会社外理事、YOXO（ヨクゾ） BOX メンター、NEXs Tokyo会員メンター、日本AIライティング協会 顧問、一般社団法人鹿児島イノベーションベース（KGIB）監事。

## 経歴
- 1983年　鹿児島県立加治木高等学校卒業
- 1987年　東京大学法学部卒業
- 1987年　最高裁判所司法研修所入所
- 1989年　弁護士登録（第一東京弁護士会所属）西村眞田（現 西村あさひ）法律事務所勤務
- 1995年　ロンドン大学ユニバーシティ･カレッジ･ロンドン（LL.M.）卒業
- 1995年　ロンドンのノートン･ローズ法律事務所勤務
- 1996年　シンガポールのノートン･ローズ法律事務所勤務
- 1997年　西村総合法律事務所復帰
- 1998年　日商岩井株式会社（現双日）　法務部出向
- 2000年　TMI総合法律事務所にパートナーとして参画（～2018年12月）
- 2008年　中央大学ビジネススクール客員講師
- 2013年　同客員教授（～2022年3月）
- 2016年　東京大学法科大学院教授（～2018年9月）
- 2019年　ベンチャーラボ法律事務所　開設

## 著書
- 『ビジネス常識としての法律（第4版）』日本経済新聞出版社 ISBN 978-4296119806
- 『実践　会社役員のための法務ガイド』中央経済社 ISBN 978-4502391514
- 『困った時にすぐわかる！トラブル対策のコツ経営者になったら押さえておくべき法律知識』第一法規 ISBN 978-4-474-07431-6
- 『強い企業法務部門のつくり方』商事法務　ISBN 978-4-7857-2831-1
- 『トラブル事例でわかるアライアンス契約 交渉から終了までのポイントと契約条項例』　日本加除出版　ISBN 978-4-8178-4690-7
- 『AI・IoT時代の企業法務』　商事法務　ISBN 978-4-7857-2714-7
- 『業務委託契約書作成のポイント』　中央経済社　ISBN 978-4-502-27691-0
- 『シチュエーション別　提携契約の実務（第３版）』　商事法務　ISBN 978-4-7857-2603-4
- 『個人情報管理ハンドブック（第４版）』　商事法務　ISBN 978-4-7857-2596-9
- 『東大ロースクール実戦から学ぶ企業法務』　日経BP社　ISBN 978-4-8222-5526-8
- 『契約書の見方・つくり方〈第2版〉』　日本経済新聞出版社　ISBN 978-4-532-11374-2
- 『起業ナビゲーター』　東洋経済新報社　ISBN 978-4-492-53374-1
- 『M＆Aを成功に導く　知的財産デューデリジェンスの実務（第３版）』　中央経済社
- 『シチュエーション別　フランチャイズ契約のトラブル防止・対応策』　レクシスネクシス・ジャパン
- 『ペットの法律相談』　青林書院
- 『会社役員のための法務ハンドブック（第２版）』　中央経済社　ISBN 978-4-502-15551-2
- 『超実践　債権保全・回収バイブル』　レクシスネクシス・ジャパン
- 『実例ケースでわかる　取締役のための問題解決大辞典』　日本能率協会マネジメントセンター
- 『ビジネス法律力トレーニング』　日本経済新聞出版社　ISBN 978-4-532-11296-7
- 『ロイヤルティの実務詳解 ライセンス契約 をめぐる法務・会計・税務と監査手法』　中央経済社　ISBN 978-4-502-05960-5
- 『ネットワークアライアンス戦略』　日経BP社　ISBN 978-4-8222-4888-8
- 『企業買収の裏側　M&A入門』　新潮社　ISBN 978-4106103858
- 『グローバル企業の人事リストラ戦略』（TMI総合法律事務所編著）日経BP社　ISBN 978-4822248000
- 『知的財産　プロフェッショナル用語辞典』（TMI総合法律事務所編著）　日経BP社　（編著）ISBN 978-4822248024
- 『M&Aを成功に導く　知的財産デューデリジェンスの実務』　中央経済社（共著）ISBN 978-4502980305
- 『ビジネス法務プロフェッショナル用語辞典』　（編著）　日経BP社　ISBN 978-4822248024
- 『M&Aにおける環境リスク対応』　中央経済社　2008年　（共著）ISBN 978-4502665103
- 『ロイヤルティの実務　ライセンスビジネスでの契約と監査のノウハウ』　中央経済社　（共著）ISBN 978-4502280306
- 『クロスボーダーM&Aの実際と対処法』　ダイヤモンド社　ISBN 978-4478000670
- 『個人情報管理ハンドブック』　商事法務　(共著） ISBN 978-4785715267